# Brengkok (Brondong)
Brengkok is een bestuurslaag in het regentschap Lamongan van de provincie Oost-Java, Indonesië. Brengkok telt 10.165 inwoners (volkstelling 2010).